# La Poudre hágó-tó
A La Poudre hágó-tó (angolul La Poudre Pass Lake) egy a tengerszint felett 3101 méter magasan fekvő kis hegyi tó a Sziklás-hegység Nemzeti Parkban, az Amerikai Egyesült Államok Colorado államának északi részén, Grand és Larimer megyék határán.
A tó a kontinentális vízválasztón fekszik, és a Colorado és a Cache La Poudre folyók forrása.
A hágóra nem visz fel közút, de gyalog megközelíthető a nemzeti parkot észak felé a Poudre-kanyonnal összekötő mászóösvényen.

## Külső hivatkozások
- Domborzati térkép
- USGS TopoZone lista